# Église Saint-Pierre d'Ognes
L'église Saint-Pierre est située à Ognes, dans l'Oise. Elle est affiliée à la paroisse Notre-Dame-de-la-Visitation du Haudouin.

## Galerie d'images

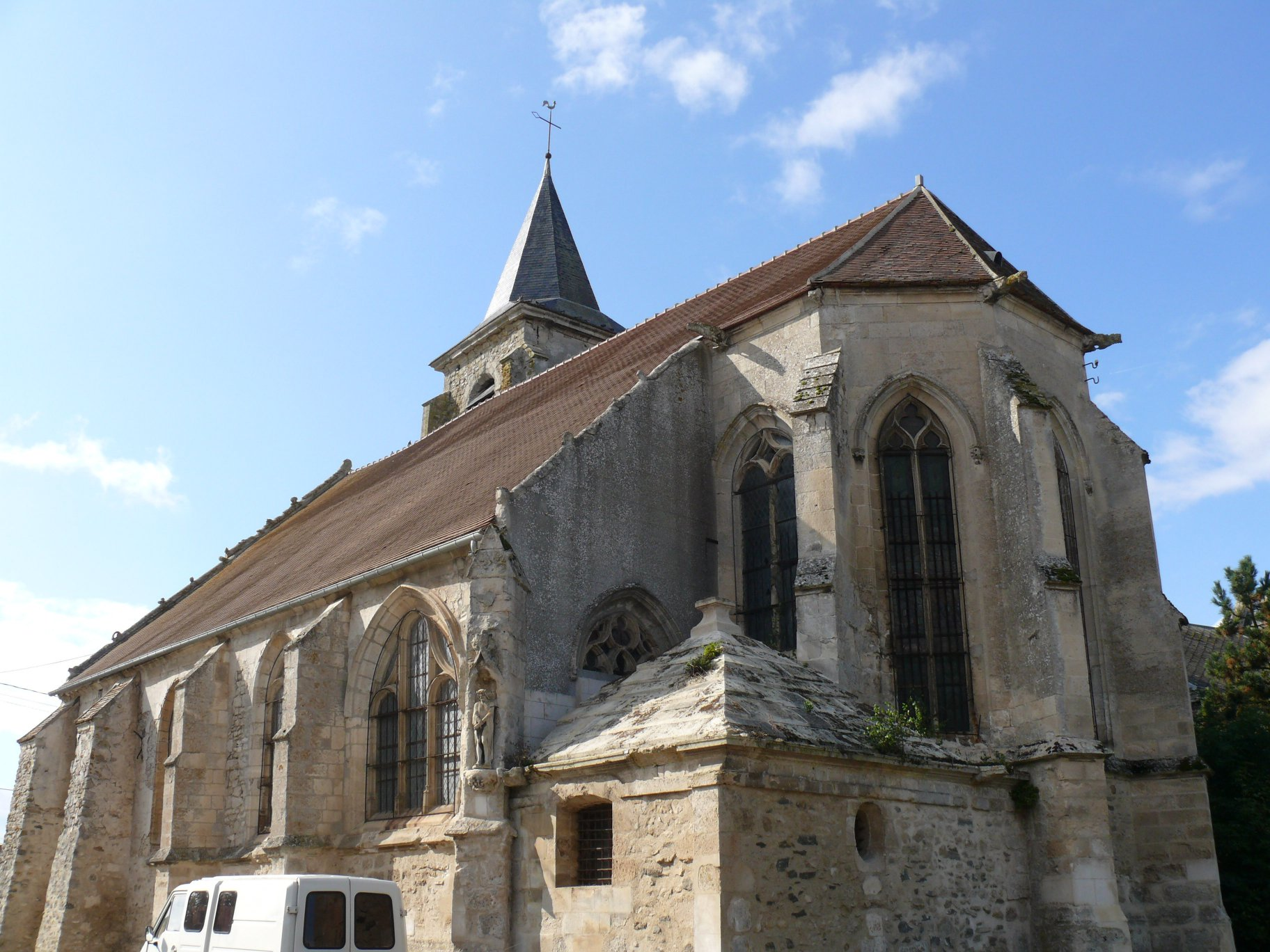
L'abside
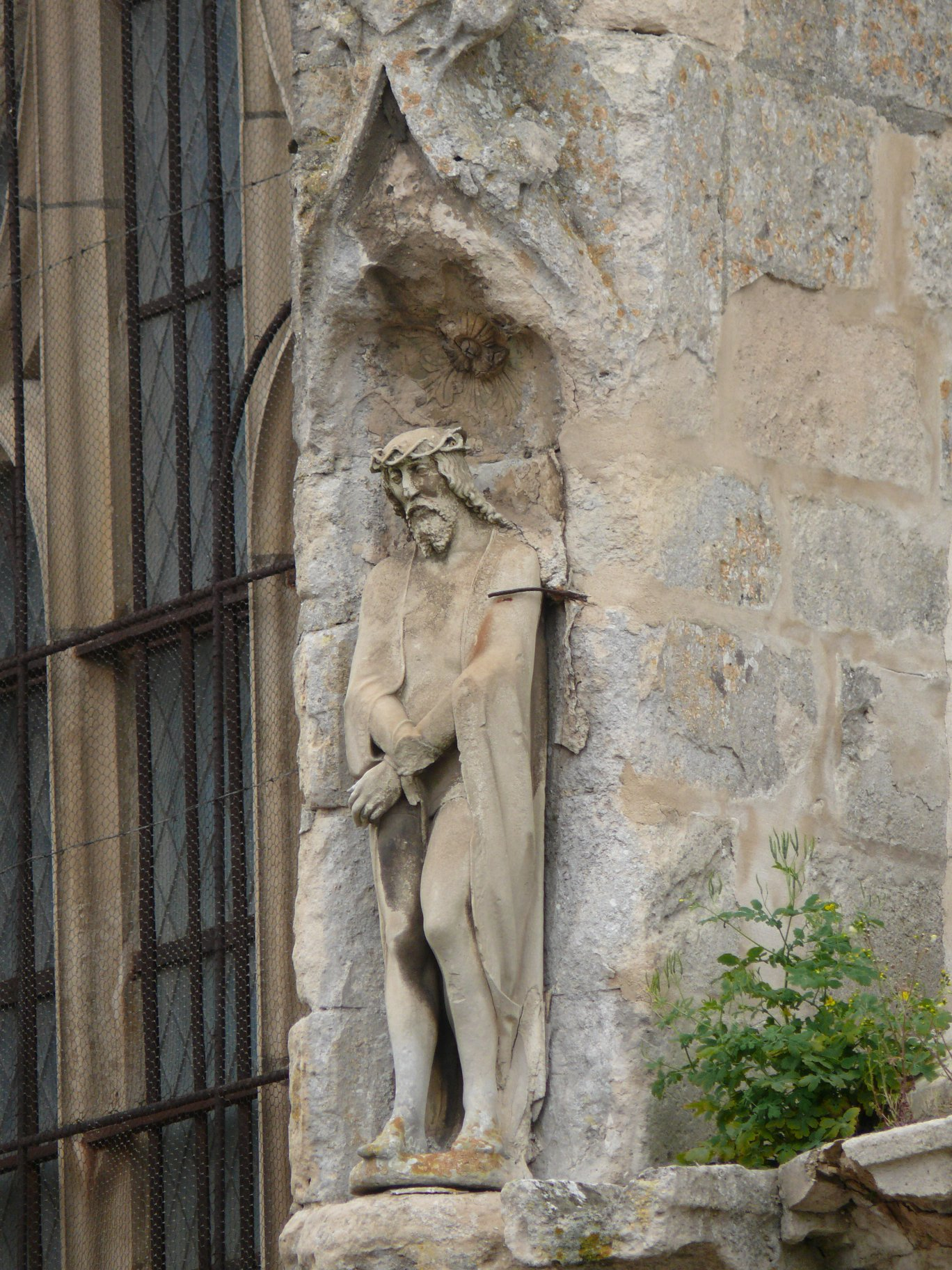
Statue du Christ
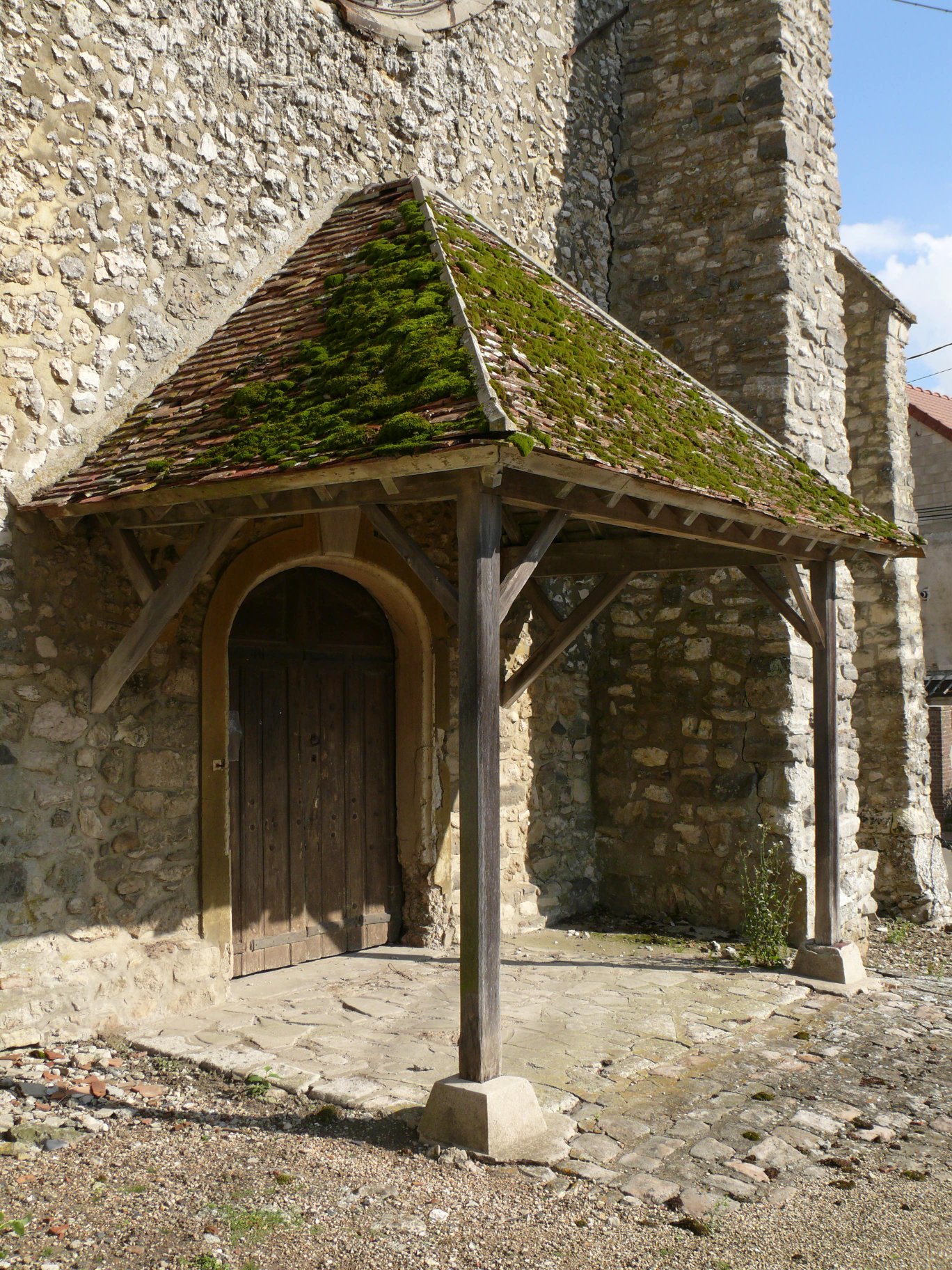
L'auvent
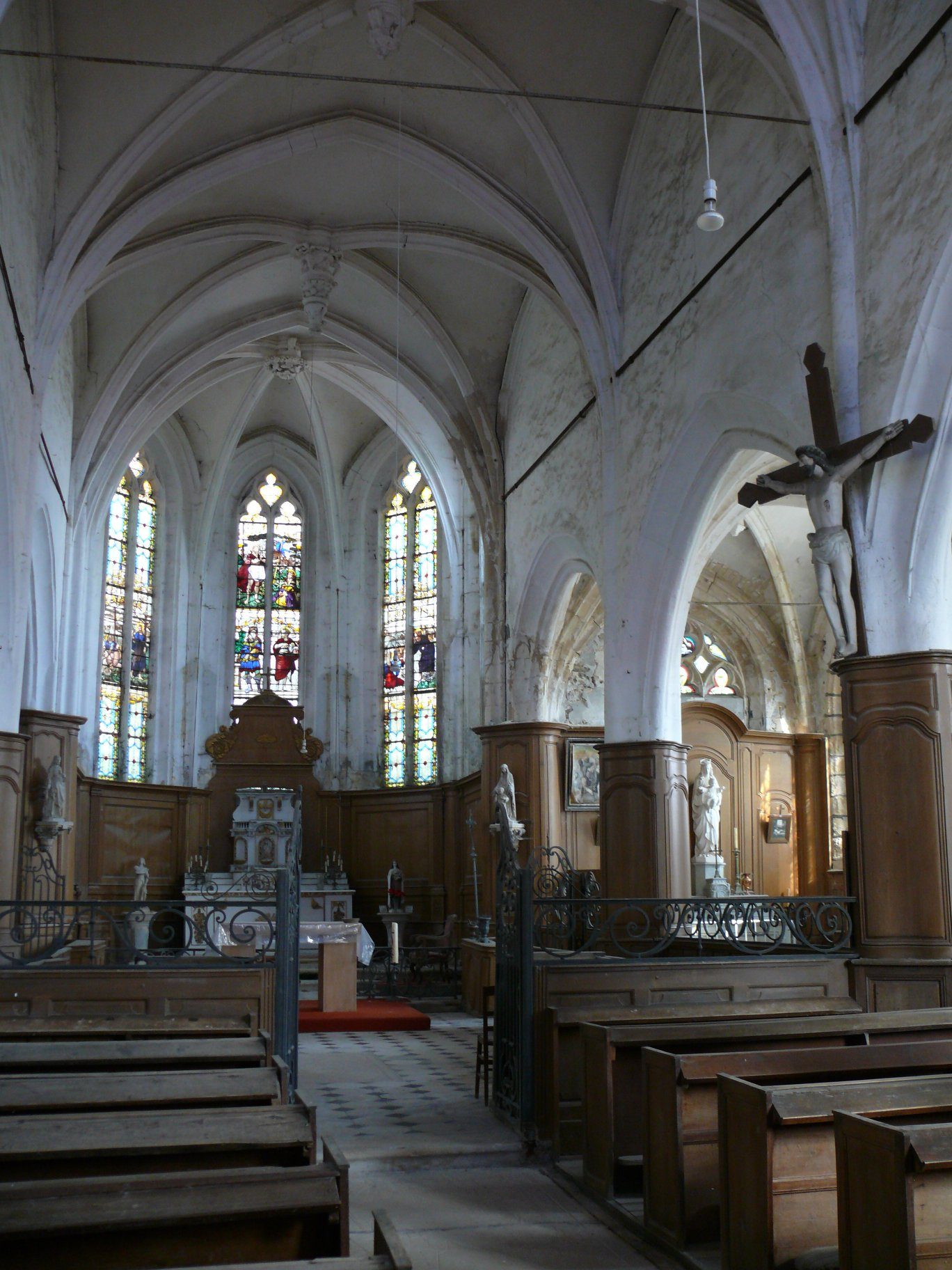
La nef
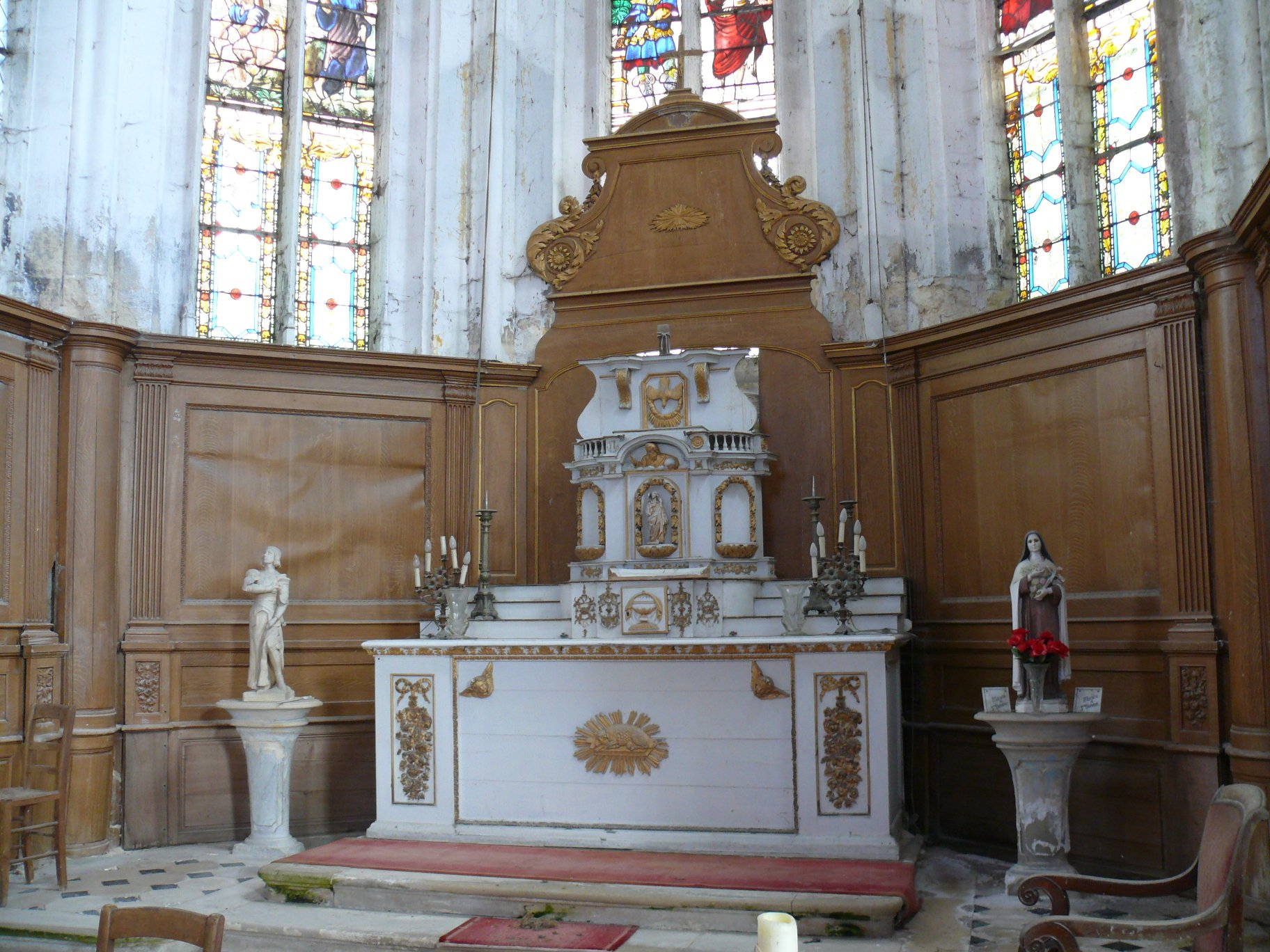
Le chœur
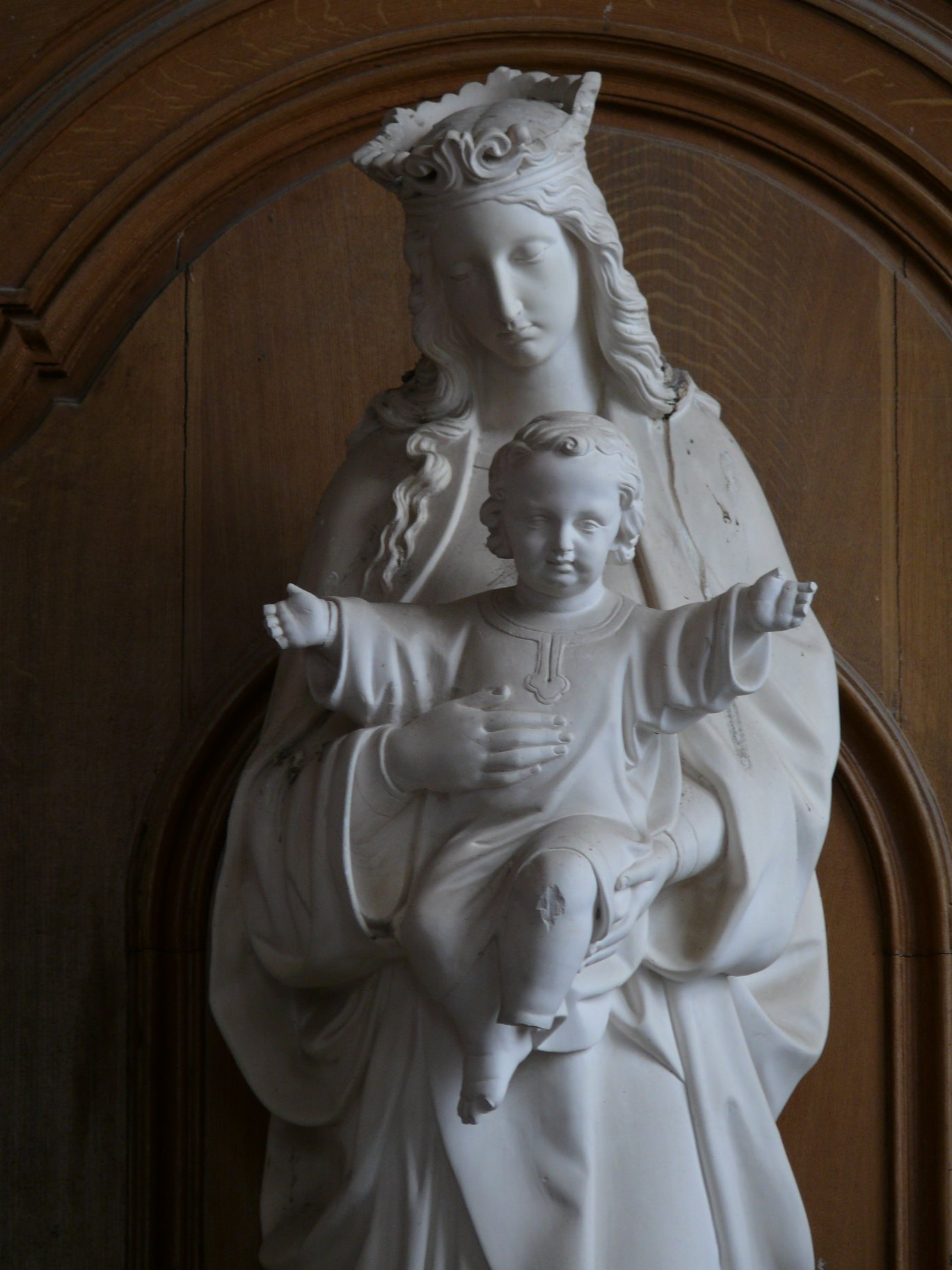
Statue de la Vierge à l'Enfant
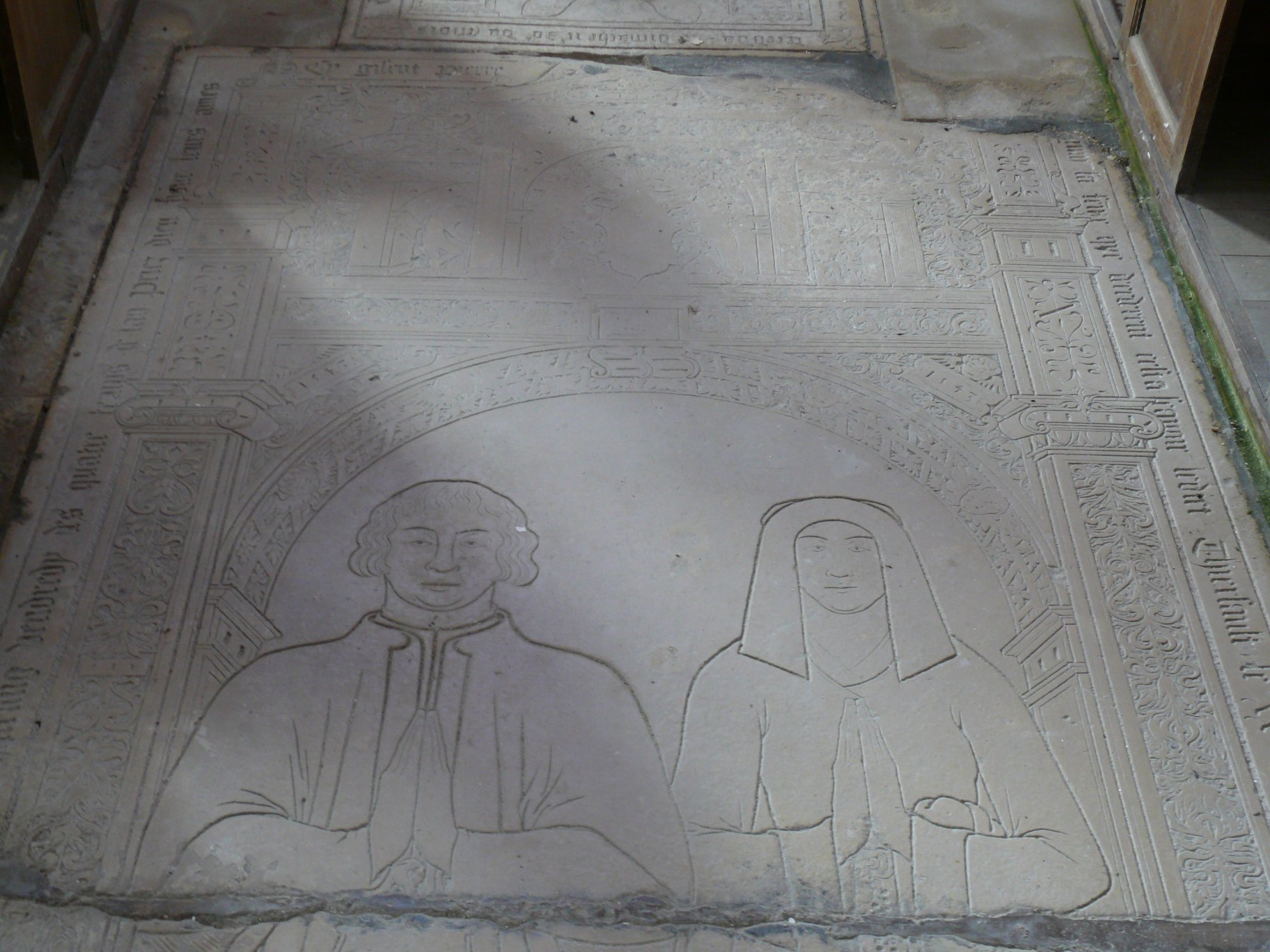
Pierre tombale dans l'allée centrale
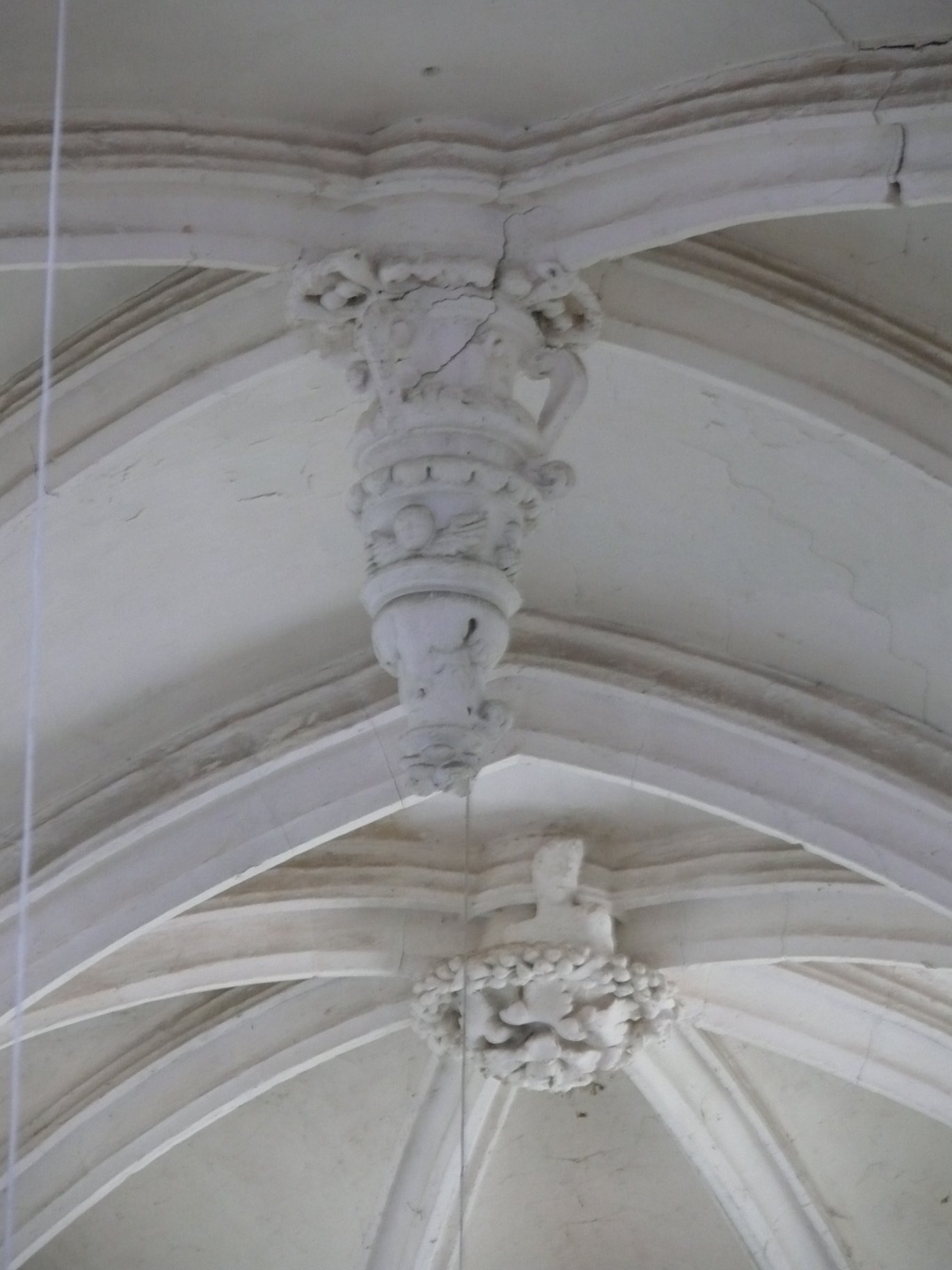
Clés de voûte